# Lucius Fabius Cilo
Lucius Fabius Cilo Septiminus Catinius Acilianus Lepidus Fulcinianus (geboren in Hispania Baetica, overleden na het jaar 212) was een Romeinse senator en militair. Hij was gekend als bemiddelaar. Eerst toen hij pleitte ten voordele van Gaius Fulvius Plautianus en de toekomstige keizer Macrinus in 205. Een tweede maal tijdens de ruzie tussen Caracalla en zijn broer Geta.

## Loopbaan
Tussen 180 en 184  was hij legatus in de Legio XVI Flavia Firma, proconsul van Gallia Narbonensis in 185, praefectus Aerarium militare (schatbewaarder) van 187-189, legatus in de Legio III Gallica van 189 tot 192. Na de moord op keizer Commodus, koos hij de zijde van Septimius Severus in de Romeinse Burgeroorlog (193-197). Hij werd aangesteld als proconsul van Pontus et Bithynia in 193 en werd comes van Septimius Severus in 194. Na de burgeroorlog werd hij legatus Augusti pro praetore van Pannonia superior. In 202 of 203 werd hij praefectus urbi van de stad Rome en in het jaar 204 werd hij tot consul benoemd.  Toen Septimius Severus in 211 stierf  en Caracalla zijn broer liet vermoorden, had Caracalla nog eitje met Cilo te pellen. Hij liet Cilo oppakken en verminken. De inwoners van Rome kwamen in opstand en Caracalla liet hem vrij. Wat van Cilo is geworden weten we niet. 